# District d'Almirante
Pour les articles homonymes, voir Almirante.
Almirante est un district de la province panaméenne de Bocas del Toro, créé par la loi 39 du 8 juin 2015, en ségrégation du district de Changuinola.

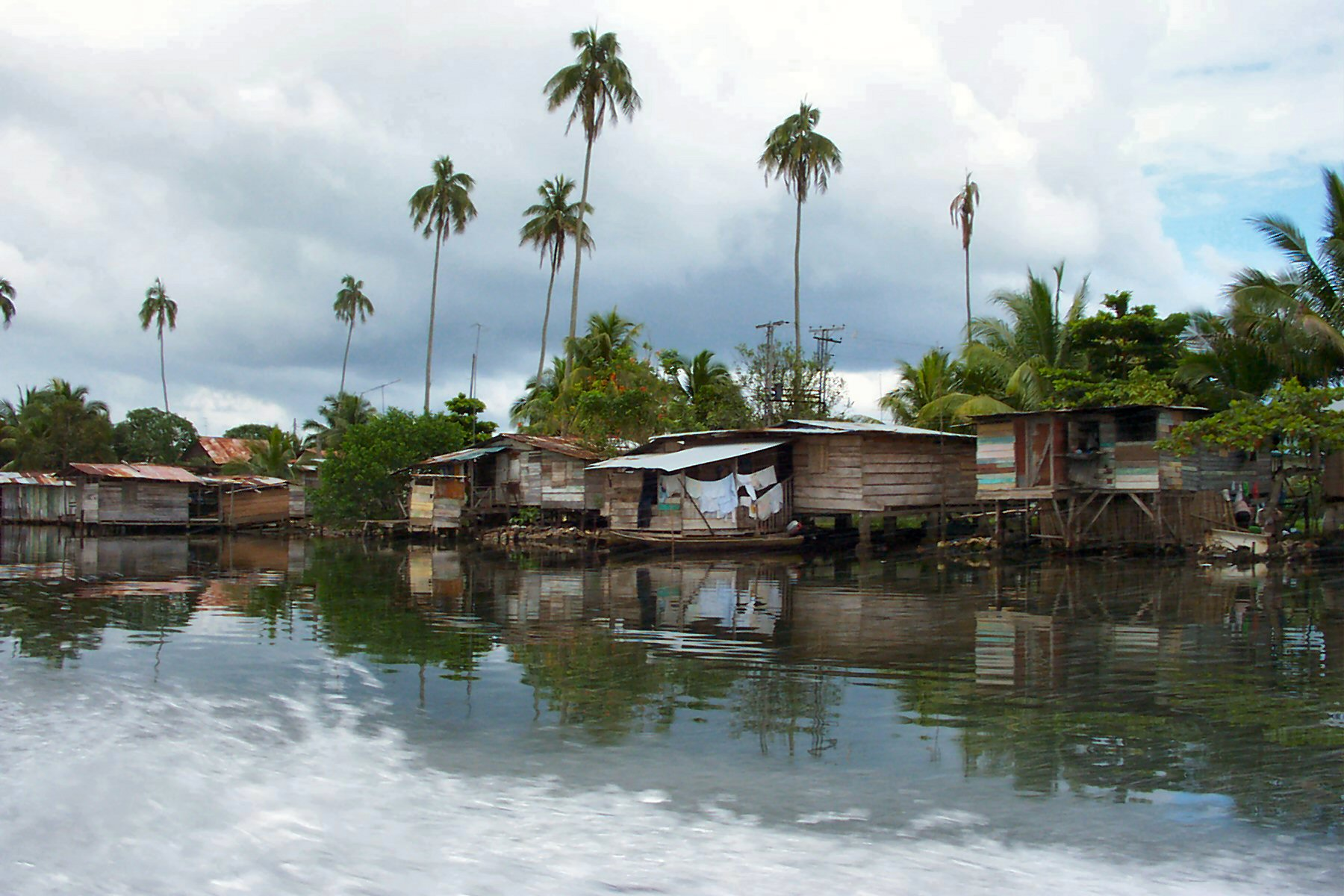

## Division politique
Le district se compose de dix corregimientos :
- Almirante
- Bajo Culubre
- Barriada Guaymí
- Barrio Francés
- Cauchero
- Miraflores (Ceiba)
- Miraflores (Bocas del Toro)
- Nance de Riscó
- Valle de Aguas Arriba
- Valle de Riscó

## Crédit d'auteurs
- (es) Cet article est partiellement ou en totalité issu de l’article de Wikipédia en espagnol intitulé « Distrito de Almirante » (voir la liste des auteurs).